# Джакомо Девото
Джакомо Девото (итал. Giacomo Devoto, 19 июля 1897, Генуя — 25 декабря 1974, Флоренция, Италия) — итальянский лингвист.

## Биография
Девото родился в 1897 году, в Генуе. В детстве, вместе с семьёй переехал в Милан.
В 1915 году, после окончания средней школы имени Джузеппе Парини, он поступил на литературный факультет университета в Павии, где его преподавателями стали: Джузеппе Фраккароли, Карло Паскаль, Луиджи Патрони, Луиджи Суали, Плинио Фраккаро и Этторе Романьоли. Прервал обучение из-за Первой Мировой войны, в которой он участвовал в качестве офицера, в составе альпийских стрелков. Закончил учёбу в 1920 году, защитив диссертацию, основанную на сравнении фонетического развития Индии и Романии. Из сокращённой и отредактированной диссертации был написан том книги «Адаптация и различия в латинской фонетике» (итал. Adattamento e distinzione nella fonetica latina).
В 1920 году переехал в Берлин, где посещал курсы Вильгельма Шульце, Юлиуса Покорного и Генриха Людерса, посвящённые литовскому, ирландскому и санскриту.
В 1922 году Джорджио Паскуали был сторонником назначения Девото на пост председателя отделения индоевропейских языков Флорентийского университета.
В 1923 в Базеле он сблизился с Гюнтером Яхманном, Максом Нидерманом, Петером фон дер Мюлем и Якобом Ваккернагелем, изучавшими курсы персидского, литовского, греческого и латыни.
В 1923 — 1924 гг. проходя в Париже курсы ирландской, индоевропейской и оско-умбрской лексикологии, наладил связи с Жозефом Вандриесом, Антуаном Мейе и Жюлем Блохом.
В ноябре 1926 г. Девото выиграл конкурс на звание профессора. Вопреки его собственным ожиданиям его вызвали не во Флоренцию, а в Кальяри (с января по июнь 1928 г.), затем он переехал во Флоренцию (1929-1930 гг.), потом по личным причинам в Падую (1930-1935), а отсюда окончательно во Флоренцию (1935-1967).
С осени по декабрь 1933 года, Девото преподавал в Каунасском университете.
В 1939 году вместе с Бруно Миглиорини основал журнал «Lingua Nostra».
В 1943—44 годах он был вовлечён в освободительную борьбу в Италии, во время которой, в его голове зародились мысли, которые позже легли в основу книги (итал. Pensieri sul mio tempo, Флоренция 1945; переиздание там же, 1955, под названием «Цивилизация послевоенного периода»).
В 1944 году после освобождения Флоренции, Комитет национального освобождения назначил его на должность олдермена в муниципальном совете. Он оставался там до своего назначения (июнь 1945 года) президентом Провинциального совета по экономике, позже переименованного в Торговую палату, и занимал эту должность до 1959 года.
В январе 1945 года, после Освобождения Италии, совместно с  Коррадо Тумиати, Пьеро Каламандреем, Энцо Энрикесом Аньолетти и Париде Баккарини он основал во Флоренции Ассоциацию Европейских Федералистов (Associazione Federalisti Europei) и Флорентийский Лингвистический кружок.
В 1949 году он был назначен президентом Тосканской Академии Наук и Литературы (Colombaria Tuscan Academy of Science and Letters), оставаясь на этом посту до своей смерти он боролся за обновление древнего учреждения.
В 1954 году он был назначен президентом Института этрусских исследований. Он занимал эту должность до 1964 года, когда из-за новых обязательств, данных ему Академией делла Круска, президентом которой он был избран (1963), и из-за внутренних трудностей внутри самого института он был вынужден уйти в отставку.
В 1967 году, когда он отказался от преподавания из-за возрастных ограничений, он был избран ректором Флорентийского университета. Таким образом, он обнаружил, что столкнулся с протестом 1968 года во Флоренции, разразившимся в начале осени 1967 года, в духе просвещенного либерала и с эффективным желанием политического вмешательства в центральные органы.
31 октября 1968 года он ушёл в отставку с поста ректора, но из-за невозможности найти преемника был вынужден оставаться на этом посту в отставке ещё год.
Потеря дорогих друзей и, что еще важнее, инсульт, который случился 25 февраля 1971 года, сильно подкосили здоровье лингвиста. Физический упадок усилился к концу 1974 года. Девото скончался 25 декабря 1974 года. По его завещанию он был похоронен в Бордзонаске, в семейной гробнице, где вскоре к нему присоединилась его жена Ольга Росси.

## Публикации
- Desinenze personali greche (1929)[4]
- Italo-greco e Italo-celtico (1929)[5]
- La lingua Lituana (1929)[6]
- Silloge linguistica dedicata alla memoria di Graziadio Isaia Ascoli nel primo centenario della nascita. (1929)[7]
- Contatti etrusco-iguvini (1930)[8]
- Graziadio Isaia Ascoli l'uomo l'opera (1930)[9]
- I fondamenti del sistema delle vocali romanze (1930)[10]
- Il passo b 1.-2. della Tavola Iguvina e l'ordinamento dell'antica Iguvio (1930)[11]
- L'etruscologia, le sue frontiere, le sue alleanze (1930)[12]
- Gli antichi Italici (1931)[13]
- Poliofugia (1931)[14]
- Studi baltici (1931)[15]
- La Lautverschiebung e i sistemi fonologici (1932)[16]
- Rivendicazione degli antichi italici (1932)[17]
- Contributo alla teoria del sostrato osco-umbro (1933)[18]
- Giudizio degli antichi italici (1933)[19]
- I problemi del più antico vocabolario giuridico romano (1933)[20]
- Studi Baltici. Vol. 3 (1933)[21]
- Tauta e l'Audis (1933)[22]
- Due basi toponomastiche: 'rava' e 'noukria' (1934)[23]
- Il cippo di Perugia e i numerali etruschi (1934)[24]
- Recensioi e repertorio bibliografico (1934)[25]
- Tabulae Iguvinae (1934)[26]
- Dizionari di ieri e di domani (1935)[27]
- Lit. "uosvis" lett. "uosvis" "suocero" (1935)[28]
- [Olof August] Danielsson linguista (1935)[29]
- Germanisch-lateinisch und Germanisch-oskisch-umbrisch (1936)[30]
- La lingua omerica (1936)[31]
- Studi di stilistica italiana (1936)[32]
- Geschichte der Sprache Roms (1968)[33]
- Benvenuto Terracini. Didsorso commemorativo pronunciato dal linceo Giacomo Devoto nella seduta ordinaria dell'll gennaio. (1969)[34]
- Dizionario della lingua italiana. (1971)[35]
- Itinerario stilistico (1975)[36]